# البيبتد المعوي الفعال وعائيا

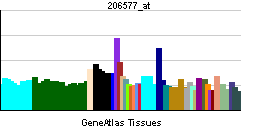

عديد البيبتيد المعوي الفعال في الأوعية (بالإنجليزية: vasoactive intestinal polypeptide)‏ أو VIP هرمون ببتيدي فعال في الأوعية في الأمعاء. يتألف هذا الببتيد من 28 من الأحماض الأمينية ينتمي إلى عائلة الجلوكاجون / سيكريتين، و ربيطة للفئة الثانية من المستقبلات المقترنة بالبروتين G . ينتج في كثير من خلايا الفقاريات بما في ذلك الأمعاء و البنكرياس ونواة فوق التصالبة لتحت المهاد في الدماغ.